# Crimen contra la paz

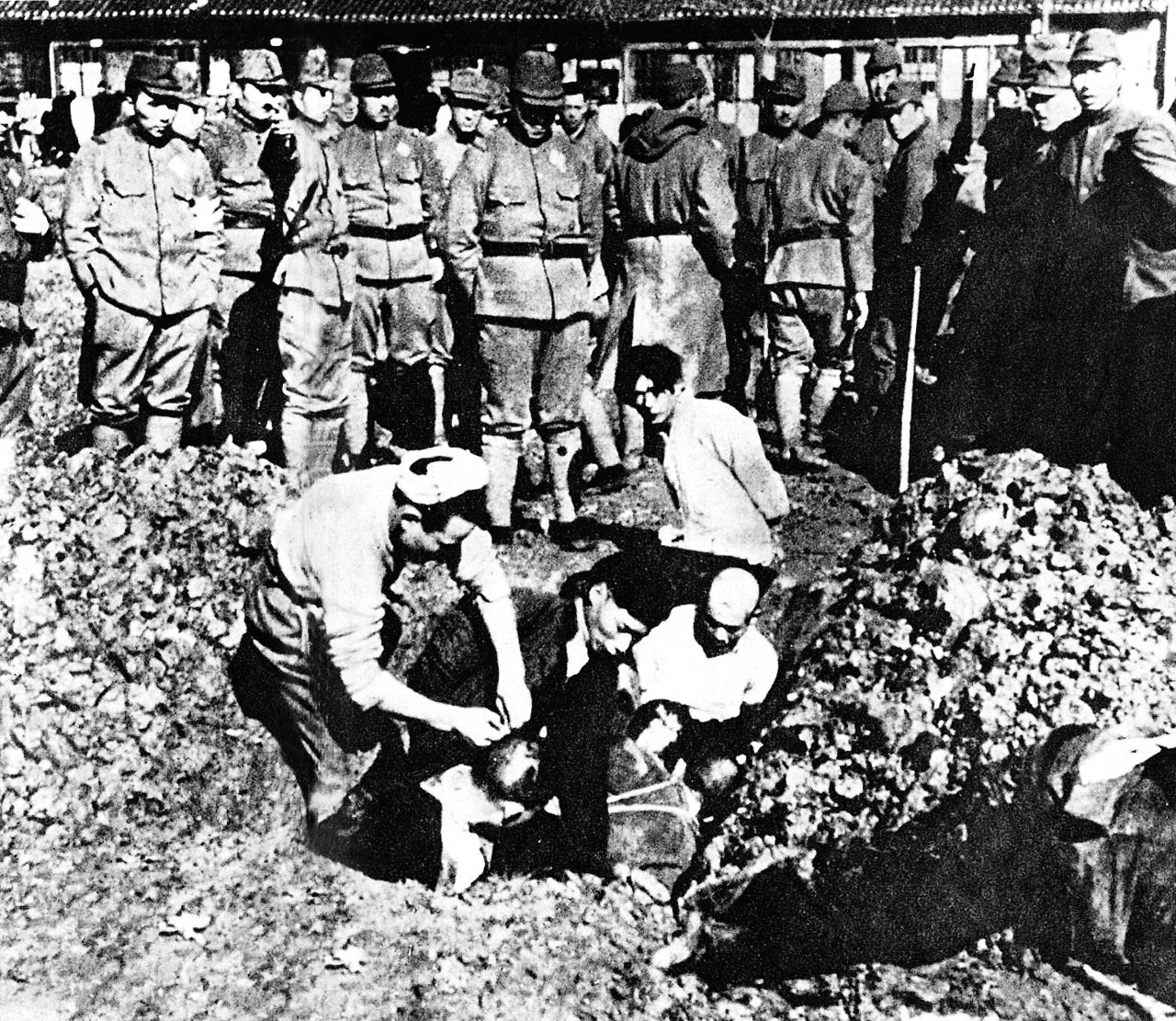
Chinos enterrados vivos por soldados japoneses, durante la Masacre de Nanking (1937)

Un crimen contra la paz en Derecho internacional es la «planificación, preparación, iniciación o desarrollo de una guerra de agresión o de una guerra en violación de los tratados internacionales, acuerdos o pactos, o la participación en planes o conspiraciones para participar en alguno de los anteriores».
Esta definición fue aplicada por primera vez para juzgar crímenes cometidos en Finlandia durante la Guerra de continuación y fue recogida en los principios de Núremberg para los Juicios de Núremberg que juzgaron los crímenes de la Alemania nazi cometidos durante la Segunda Guerra Mundial y para el Tribunal Penal Militar Internacional para el Lejano Oriente para crímenes del Imperio del Japón. 
Posteriormente se incorporó a la Carta de las Naciones Unidas y sirvió para definir jurídicamente la agresión bélica como un crimen en contra la paz. También se encuentra en la esencia de los cuatro crímenes internacionales descritos en el Estatuto de Roma para la creación del Tribunal Penal Internacional (genocidio, crimen contra la humanidad, crimen de guerra y crimen de agresión). Una excepción importante son las acciones militares defensivas descritas en el artículo 51 de la Carta de las Naciones Unidas que requieren supervisión del Consejo de Seguridad de la ONU pero que no son ilegales según el Derecho internacional.
Un importante precedente por la definición del concepto es el pacto Briand-Kellogg de 1928, en el cual los firmantes afirmaron que renunciaban a recurrir a la guerra como instrumento político para resolver controversias internacionales así como en las relaciones entre ellos.